# 伊藤栄樹
伊藤 栄樹（いとう しげき、旧字体：伊藤 榮樹、1925年2月3日 - 1988年5月25日）は、日本の検事総長・東京高検検事長・法務事務次官。「ミスター検察」と呼ばれた。没後、従三位を贈られた。

## 人物
愛知県名古屋市出身。1949年に東京地検検事に任官されて以来、検察畑を渡り歩き続け、1985年に検事総長に就任した。
就任時のインタビューで「特捜検察の使命は巨悪退治です。私たちが『巨悪』と闘う武器は法律です。検察官は『遠山の金さん』のような素朴な正義感をもち続けなければなりません」と語る。検事たちには「巨悪を眠らせるな、被害者と共に泣け、国民に嘘をつくな」と訓示した。
検事総長在職当時、雑誌『時の法令』（1986年9月15日号第1289号）に載ったエッセイで、北海道で制限速度を超える速度でレンタカーを運転したことを明かし、物議を醸した。
著書で「検察の限界」として「法律による活動の限界」と「力の限界がある」を挙げている。日本共産党幹部宅盗聴事件に関連して、「よその国の話」「おとぎ話」としながらも、「仮に警察や自衛隊というような大きな実力部隊を持つ組織が組織的な犯罪を犯したような場合に、検察はこれと対決して犯罪処罰の目的を果たすことができるかどうかは怪しいとしなければならない」「警察のトップに説いてみよう。目的のいかんを問わず、警察活動に違法な手段をとることは、すべきではないと思わないか。どうしてもそういう手段をとる必要があるのなら、それを可能にする法律をつくったらよかろう」としている。
死後、盲腸癌との闘病を書き綴った『人は死ねばゴミになる』が出版された。この「人は死ねばゴミになる」というフレーズは、後に『3年B組金八先生』第3シリーズ第11話で坂本金八が生徒に語りかけるシーンのなかで否定的に取り上げられている。また、伊藤の語録のうち「検事は騙されて成長する」は、後に『検事・若浦葉子』内でいかりや長介扮する検察事務官から「亡くなられた検事総長が言っていた」フレーズとして紹介されている。

## 略歴
- 旧制愛知一中（後の愛知県立旭丘高等学校）、旧制第八高等学校（後の名古屋大学教養部）を経て東京帝国大学法学部に入学。
- 1944年（昭和19年） 海軍主計科見習尉官として海軍経理学校に入学。
- 1945年（昭和20年）6月 海軍主計少尉として出征。
- 1945年（昭和20年）9月 復員。
- 1947年（昭和22年）4月 高等文官試験行政科および司法科試験に合格。
- 1947年（昭和22年）10月 東京大学卒業。第一期司法修習生。
- 1949年（昭和24年）11月 東京地方検察庁検事に任官。
- 1957年（昭和32年）10月 売春汚職事件の捜査員の一員となる
- 1961年（昭和36年）12月 法務省刑事局参事官に就任。
- 1964年（昭和39年）4月 刑事局刑事課長に就任。
- 1966年（昭和41年）6月 刑事局総務課長に就任。
- 1968年（昭和43年）6月 大臣官房人事課長に就任。
- 1970年（昭和45年）2月 大臣官房会計課長に就任。
- 1972年（昭和47年）9月 東京地検次席検事に就任。
- 1975年（昭和50年）11月 最高検察庁検事に就任。
- 1977年（昭和52年）3月 法務省刑事局長に就任。
- 1979年（昭和54年）8月 法務事務次官に就任。
- 1981年（昭和56年）7月 次長検事に就任。
- 1983年（昭和58年）12月 東京高等検察庁検事長に就任。
- 1985年（昭和60年）12月 検事総長に就任。
- 1988年（昭和63年）3月24日 定年を1年10か月残して退官。
- 1988年（昭和63年）5月4日より朝日新聞において、回顧録である『秋霜烈日』の連載開始。
- 1988年（昭和63年）5月25日 盲腸癌により死去。

## エピソード
- 父親は第一次世界大戦前からの船員（外航船の機関長）を務めていた。母親が病身になった後、小学校・中学校時代の伊藤は、しばしば父が乗る船に便乗して船上生活を送った。この間は、同船していた高等商船学校の実習生から勉強を教わったという。[1]
- 『秋霜烈日』売春汚職事件の回において、立松和博読売新聞社会部記者の逮捕に繋がった「衆議院議員が収賄容疑で召喚必至」のネタ元は捜査情報をリークしていた人物を特定するために流した偽情報であったことを明らかにした。この回で一連の経緯を明かしているが、ガセネタを流した人物と捜査情報をリークしていた人物の名前は「すっかり忘れてしまった」として明かさなかった。渡邉文幸によると、ガセネタを流したのは伊藤本人、捜査情報をリークしていたのは河井信太郎法務省刑事課長であったとしている[2]。
- 一方で花岡信昭によると、伊藤は限られた記者との極秘懇談を好んだ。懇談の内容は本当の意味のオフレコで、意に反して表に出せば即座に懇談の輪から外した[3]。
- 伊藤によれば、東京地検次席検事時代に、公判部検事に無罪論告を指示したことが2回ほどある（窃盗の常習犯が被告人となっていた事件）。こうした事件では、被告人が警察に親切にしてもらった御礼として、その警察の管内未検挙事件を自分がやったと虚偽自白することがあり、取調べ担当検事がそれを見抜けないとそのまま起訴されてしまうことがある。冤罪であることを事後的に知った伊藤は無罪論告を指示したのである[4]。
- 最高検次長検事時代の1981年、後輩の神崎武法が公明党から衆議院議員総選挙への立候補を打診された際には、「おう、面白いじゃないか。やったらいいじゃないか」と背中を押すとともに、公明党委員長の竹入義勝と面談して神崎を将来の委員長にするよう約束させた[5]。その後、神崎は公明党の再結党時に党代表に就任している。

## 著書
- 『秋霜烈日』（朝日新聞社、1988年）
- 『人は死ねばゴミになる』（単行本：新潮社、1988年 / 文庫版：小学館文庫、1998年）
- 『だまされる検事』（立花書房）
- 『まただまされる検事』（立花書房）
- 『巨悪は眠らせない 検事総長の回想』（朝日文庫、2020年）